# Endpoint Handlespace Redundancy Protocol
Endpoint Handlespace Redundancy Protocol (EHRP)は、ハンドルスペースを、維持・同期させるためにPool Registrarの間のコミュニケーションに対するReliable Server Poolingフレームワークにより用いられる。2008年、EHRPは、IETF内でRFCとなっている。
それは、Aggregate Server Access Protocolのようなアプリケーション層に割り当てられている。